# 山手通り (北九州市)

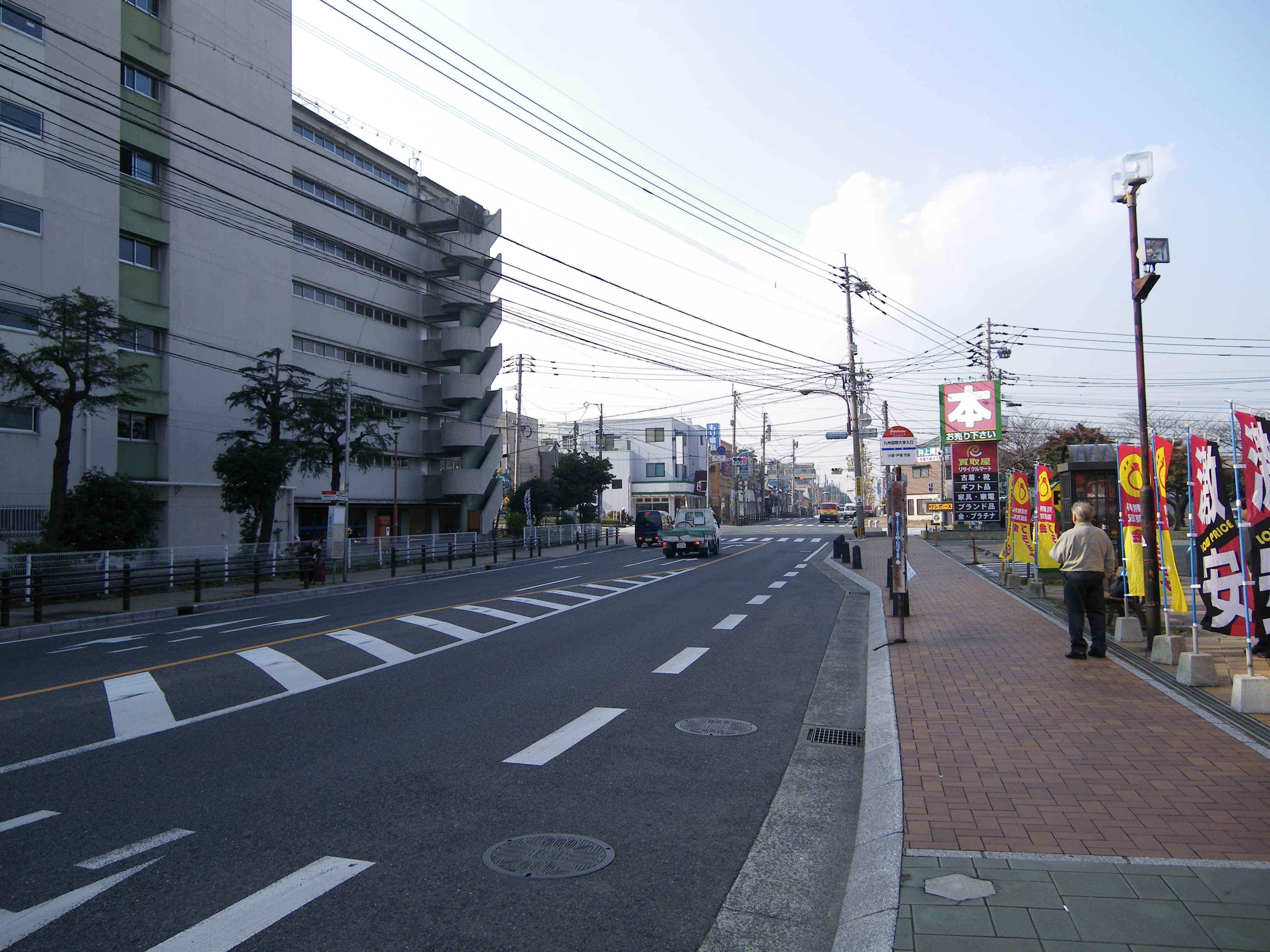
山手通り（北九州市八幡東区平野）

山手通り（やまてどおり）は、福岡県北九州市の都市計画道路中央町穴生線（八幡東区中央町交差点から桃園球場前を経由して福岡県道11号有毛引野線と交差する八幡西区穴生電停交差点まで）の通称。
山手線（やまてせん）と呼ばれることが多く、ラジオの道路交通情報等では「市道山手線」の通称を用いている。

## 概要
ほとんどの区間で国道3号及び旧電車通りと並行している。
沿線には商店や住宅地が広がるほか、黒崎駅に近い岸の浦二丁目交差点周辺には公共施設や商業ビルも多い。ほとんどが片側一車線である上、信号機も多いため、朝夕は全線に渡り渋滞が激しい。2023年4月に岸の浦二丁目〜穴生電停前間が片側二車線に拡幅完了している。
毎年11月の「まつり起業祭八幡」開催期間中、中央町交差点〜八幡東消防署前交差点間が交通規制され歩行者天国になり、露店等が立ち並ぶ。

## 周辺
- レインボープラザ（北九州市勤労者会館） 
  - 八幡大谷市民センター（旧・八幡大谷公民館）
- 八幡東区役所
- 八幡東警察署
- 大谷会館
- 大谷球場
- 日本製鉄大谷体育館
- 北九州高速4号線大谷出入口
- 八幡東消防署
- スピナ帆柱店
- 北九州市立皿倉小学校
- 北九州市立尾倉中学校
- 北九州市立国際村交流センター
  - 響ホール
  - 八幡東生涯学習センター
- 九州国際大学
- スピナ平野ゴルフガーデン
- 北九州市立桃園球場
- 北九州市立児童文化科学館・わんぱく広場
- 北九州市立黒崎小学校
- 岡田宮
- 長崎街道・曲里の松並木
- ホテルクラウンパレス北九州（旧北九州プリンスホテル）
- 八幡西区役所
- 八幡西警察署
- 八幡西郵便局
- 皇后崎公園
- 星琳高等学校